# Im Namen der Tiere
 Im Namen der Tiere ist ein Dokumentarfilm von Sabine Kückelmann, die ihn weitestgehend alleine kreierte, aus dem Jahr 2016. Produziert wurde der Film bereits ein Jahr zuvor.

## Handlung
Der Film geht der Frage nach, warum Menschen einerseits Hunde, Katzen und Pferde zugeneigt sind, andererseits jedoch sogenannte „Nutztiere“ ausbeutet.

## Veröffentlichung
Die Uraufführung des Films fand 2015 auf den Internationalen Hofer Filmtagen statt. Der offizielle Kinostart für den Film war im November 2016. Am 15. Dezember 2016 fand im Tübinger Kino Arsenal eine Sondervorführung statt.

## Unterstützung
Die Tierschutzpartei unterstützte die Entstehung des Films finanziell und organisierte 2016 mehrere Sondervorführungen. Als weitere Partner fungierten unter anderem Ärzte gegen Tierversuche, PETA und Swissveg.

## Rezeption
„Dokumentarfilm über die Widersprüche im Umgang mit Tieren.  […]. Ihr flammendes Plädoyer gegen den Fleischverzehr verliert jedes Maß aus dem Blick und wirft die Frage nach einer adäquateren Filmsprache auf, um den Umgang mit Tieren zu verändern.“

„Sabine Kückelmann erzählt sehr persönlich und einfühlsam und erreicht genau damit den Zuschauer.“